# Lufthansa Regional

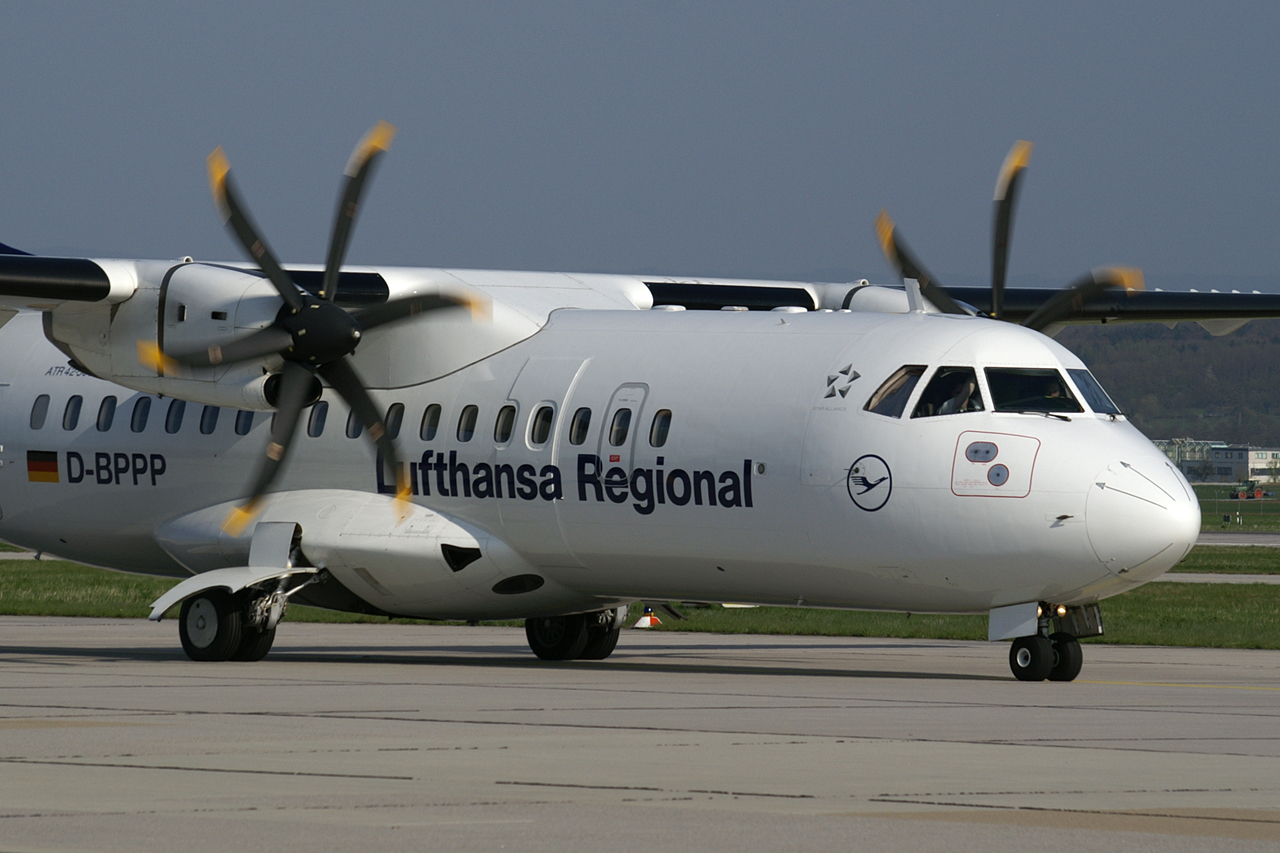
Contact Air/Lufthansa Regional ATR 42.

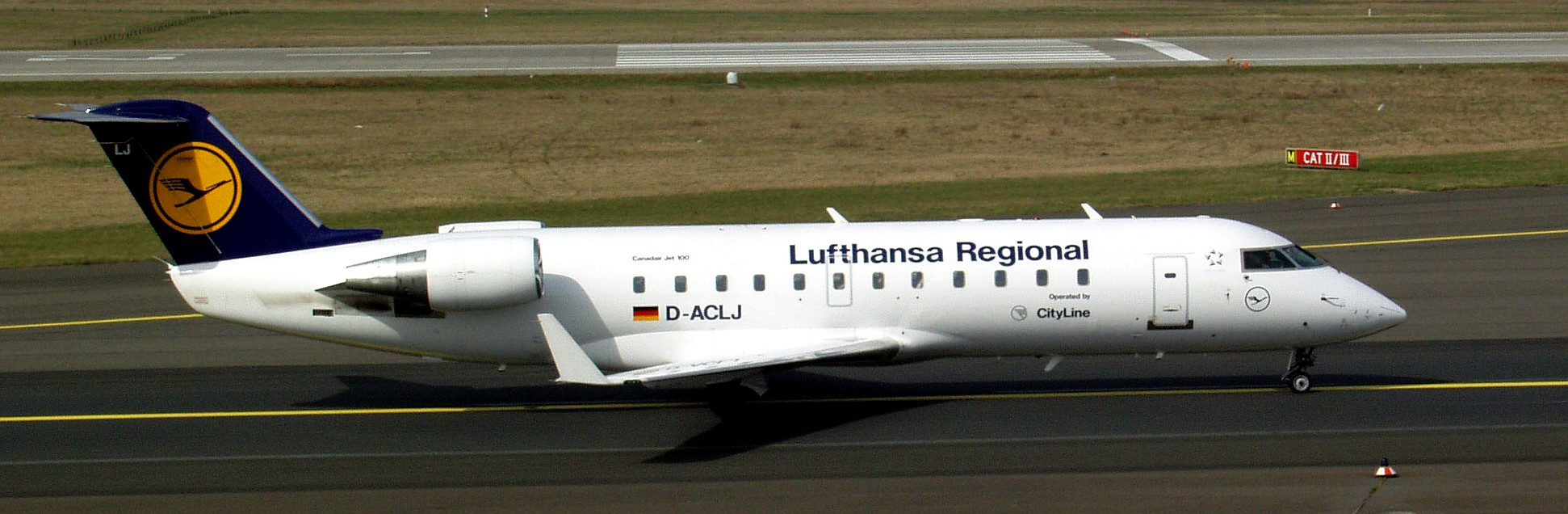
Lufthansa Regional CRJ-100.

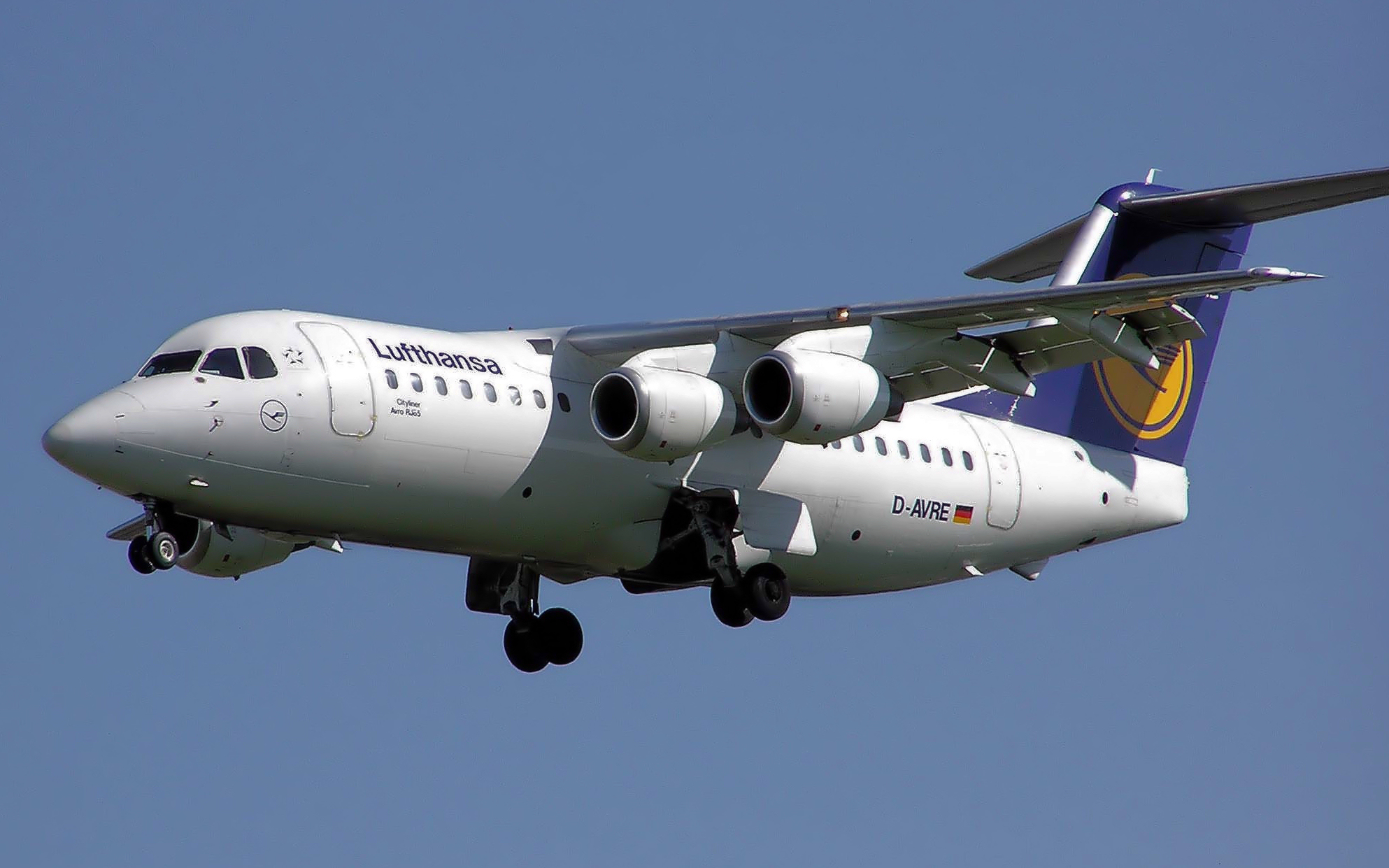
Lufthansa Regional Avro-RJ85.

Lufthansa Regional es la alianza de aerolíneas regional de la aerolínea alemana Lufthansa. Transporta 10.5 millones de pasajeros al año, cubriendo más de 80 destinos y más de 150 rutas. Las aerolíneas socias operan en conjunto 148 aeronaves a través de Europa, con 5,700 vuelos y 379,660 asientos disponibles por semana.

## Socios
Vuelos bajo el nombre de "Lufthansa Regional" son operados por cinco aerolíneas socias. Estas son:
- Air Dolomiti
- Augsburg Airways
- Eurowings
- Lufthansa CityLine